# 7362 Rogerbyrd
A 7362 Rogerbyrd (ideiglenes jelöléssel 1996 EY) a Naprendszer kisbolygóövében található aszteroida. NEAT fedezte fel 1996. március 15-én.